# Enrico Burci
Enrico Burci (Firenze, 26 maggio 1862 – Firenze, 30 ottobre 1933) è stato un chirurgo italiano.

## Biografia
Figlio di Gaetano Burci e di Laura Zagri-Chelli, un suo zio paterno era il celebre chirurgo Carlo Burci; laureatosi in medicina e chirurgia all'Università di Pisa nel 1885, fu allievo di Pasquale Landi e di Giuseppe Corradi. Nel 1886 fu nominato assistente effettivo della clinica chirurgica di Pisa; interessatosi inizialmente di fisiopatologia sperimentale, patologia generale e igiene, si dedicò poi solo alla pratica chirurgica e allo studio di argomenti di patologia di ambito chirurgico.
Dopo esser stato chirurgo primario nei Regi Ospedali di Pisa, conseguì nel 1892 la libera docenza in patologia chirurgica e nel 1898 quella in clinica chirurgica e medicina operatoria. Nominato professore straordinario in patologia chirurgica all'Università degli Studi di Padova per l'anno accademico 1899-1900, nel 1902 fu nominato professore per la stessa disciplina all'Istituto di Studi Superiori di Firenze e direttore della clinica chirurgica dell'ospedale pediatrico Meyer; nel 1903, infine, gli fu affidata la cattedra di clinica chirurgica dell'Università degli Studi di Firenze.
Nella prima guerra balcanica diresse una unità sanitaria militare in Serbia e durante la prima guerra mondiale fu consulente chirurgo negli ospedali militari del VI corpo d'armata e presidente del comitato sanitario regionale del dipartimento di Firenze e La Spezia. Fu inoltre ispettore straordinario nazionale per l'assistenza ai mutilati e agli invalidi di guerra nel 1916 e presidente della delegazione italiana nel Comitato interalleato per l'assistenza degli invalidi di guerra nel 1917. Dal 1926 al 1930 fu rettore dell'Università di Firenze.